# Inozitol-3-fosfatna sintaza
Inozitol-3-fosfatna sintaza (EC 5.5.1.4, mio-inozitol-1-fosfat sintaza, D-glukoza 6-fosfat cikloaldolaza, inozitol 1-fosfatna sintataza, glukoza 6-fosfat ciklaza, inozitol 1-fosfatna sintetaza, glukoza-6-fosfat inozitol monofosfatna cikloaldolaza, glukocikloaldolaza, 1L-mio-inozitol-1-fosfat lijaza (izomerizacija)) je enzim sa sistematskim imenom 1D-mio-inozitol-3-fosfat lijaza (izomerizacija). Ovaj enzim katalizuje sledeću hemijsku reakciju
-glukoza 6-fosfat {\displaystyle \rightleftharpoons } 1-mio-inozitol 3-fosfat
Za dejstvo ovog enzima je neophodan NAD+.

## Literatura
- Nicholas C. Price; Lewis Stevens (1999). Fundamentals of Enzymology: The Cell and Molecular Biology of Catalytic Proteins (Third изд.). USA: Oxford University Press. ISBN 019850229X.
- Eric J. Toone (2006). Advances in Enzymology and Related Areas of Molecular Biology, Protein Evolution (Volume 75 изд.). Wiley-Interscience. ISBN 0471205036.
- Branden C; Tooze J. Introduction to Protein Structure. New York, NY: Garland Publishing. ISBN 0-8153-2305-0.
- Irwin H. Segel. Enzyme Kinetics: Behavior and Analysis of Rapid Equilibrium and Steady-State Enzyme Systems (Book 44 изд.). Wiley Classics Library. ISBN 0471303097.

## Spoljašnje veze
- Inositol-3-phosphate+synthase на 